# ذو الإصبع الكروي
ذو الإصبع الكروي (الاسم العلمي: Sphaerodactylus)، جنس أبارص أمريكية  التي تتميز عن غيرها من الأبارص بصغر حجمها. وتضم نوعان (S. ariasae و S. parthenopion) من أصغر أنواع الزواحف في العالم، حيث يبلغ طولهما حوالي 1.6 سم.